# KLT by Whiteman feat. GF
KLT by Whiteman feat. GF je šestčlanska trboveljska punk rock skupina. Sestavljajo jo sestre: ritem kitaristka in vokalistka Klara Gajšek (ki je tudi avtorica glasbe in besedil, rojena 1999), solo kitaristka Laura Gajšek (rojena 2002) in vokalistka ter klavisturistka Tita Gajšek (rojena 2006), poleg njih pa so v skupini še njihov dedek Jožef Benko (občasen bas kitarist ter mentor, imenovan GF po besedi "grandfather"), bobnar Marko Lesjak in bas kitarist Tomaž Deželak. Stalni zasedbi so se 2017 pridružili še Anton Čuden na saksofonu, Maruša Prnaver na violini in Jani Izlakar na pozavni. Novembra 2017 so izdali debitantski studijski album Kukr lhk ti.
"KLT" v njihovem imenu je akronim in pomeni "kukr lhk ti", oz. "kakor lahko ti" v posavskem dialektu. Besedila Klare Gajšek so družbenokritična in zagovarjajo stremenje k enakopravnosti in pravičnosti.

## Diskografija
Studijski albumi
- Kukr lhk ti (2017)
- Maj je raj (2020)